# Calliactis marmorata
Calliactis marmorata is een zeeanemonensoort uit de familie Hormathiidae. De anemoon komt uit het geslacht Calliactis. Calliactis marmorata werd in 1879 voor het eerst wetenschappelijk beschreven door Studer. 